# UC-19号潜艇
陛下之UC-19号艇是德意志帝国海军于第一次世界大战期间建造的其中一艘UC-II型近岸布雷潜艇或称U艇。它由汉堡的布洛姆与福斯船厂承建，于1916年3月15日新船下水，至同年8月21日交付使用。其全长49.35米，水面及水下排水量分别为417吨和493吨，艇载武器则包括三具鱼雷发射管、六具水雷滑射槽以及一门88毫米口径甲板炮。UC-19号入役后曾部署至驻比利时的佛兰德区舰队，并参与了大西洋潜艇战。通过其三次巡逻，共直接或间接击沉4艘协约国或中立国舰船，累计总吨位为3784吨。1916年12月，UC-19号或在奥尔德堡对开的北海海域遭英国驱逐舰长脚秧鸡号投掷的深水炸弹击沉，艇内25名官兵全数阵亡。

## 设计
1915年秋天，由于中立国美国的干预，U艇战几乎陷入停顿，导致德国广泛开展《国际法》所允许的水雷战，从而使布雷潜艇的需求量相应增加。德意志帝国海军潜艇监察局（Inspektion des U-Bootwesens）的开发部门留意到了这一点，遂以UB-II型为基础，按照兼顾布雷效率和生产速度的要求，以41号工程的名义设计了UC-II型潜艇。为了弥补前型UC-I型的缺陷，UC-II型艇不仅更大，而且采用双轴推进系统。然而，与前型最主要的区别在于，UC-II型艇重新运用了双壳体结构。但它并非纯粹的双体潜艇，而是一种中间过渡型；因为外层没有封闭耐压壳体，而是作为鞍形水柜附在上方。
UC-19号是64艘UC-II型方案的其中一艘。这个亚型的艇体结构与UB-II型类似，但体积更大，全长为49.35米，并有3.06米的吃水深度；由于不再考虑铁路运输的装载限界，舷宽也得以增至5.22米。其水上和水下排水量分别为417吨和493吨。艇只采用两台猛狮六缸四冲程500匹公制馬力（370千瓦特）柴油机用于水面运行，以及两台460匹公制馬力（340千瓦特）的BBC电动发电机用于水下航行；水面最高航速11.6節（21.5每小時），水下7節（13每小時）；能够在水面以7節（13每小時）航速续航9,430海里（17,460），或以4節（7.4每小時）连续在水下航行55海里（102）而无需充电。其潜没需时约为35秒，能够在50米的深度下运作。
作为布雷潜艇，UC-19号改将六具布雷滑射槽安装在艇体前部，每具储存井内的水雷数量增至3枚，即合共18枚UC200型水雷。布雷时只需将存储井底部的盖板打开，水雷便可凭借自身重量滑入水中。随着滑射槽长度增加，艇体艏楼的上层建筑被抬高，上层建筑与司令塔之间的凹陷处布置了一门88毫米30倍径速射炮作为甲板炮。但由于位置相对较低，火炮甲板在恶劣海况下很容易被涌浪淹没。此外，UC-19号还装备有三具500毫米鱼雷发射管，这极大提升了潜艇的攻击能力。其中艇艏两具外置在两侧、艇艉一具则为内置式，并可搭载合共7枚G6型鱼雷。其标准船员编制为3名军官及23名水兵。

## 历史
UC-19号是汉堡布洛姆与福斯船厂承建的首批（UC-16至UC-24号）UC-II型潜艇的四号艇，由国家海军办公室于1915年8月29日订购，建造编号为269。它于1916年3月15日新船下水，至同年8月21日交付使用。翌日，UC-19号在前UC-10号艇长、海军中尉阿尔弗雷德·尼策的指挥下正式入役，随即展开海试。完成海试后，该艇独力启程前往比利时的泽布吕赫，至11月9日抵达并加入驻当地的佛兰德区舰队，成为海军佛兰德集团军的一份子。
在不足一个月的佛兰德役期中，UC-19号参与了大西洋潜艇战，在三次巡逻期间合共击沉协约国或中立国的3艘商船和1艘辅助军舰，容积总吨累计为3784吨。其中，体积最大的受害者是注册吨位为1835吨的挪威煤船奥勒·布尔号（Ole Bull）；它于1917年1月11日从哈特尔浦驶往鲁昂途中，在雅茅斯附近水域触雷沉没。此外，234吨重的法国斯库纳帆船勒内·蒙特利欧号（Rene Montrieux）则是1916年12月1日在韦桑岛附近遭UC-19号的官兵截停并登船凿沉。
1916年11月27日，UC-19号从泽布吕赫出发，前往布洛涅、迪耶普和勒阿弗尔沿岸执行布雷行动，从此再未归航。长期以来，人们普遍认为它于1916年12月6日在英吉利海峡（49°41′N 6°31′W / 49.683°N 6.517°W）遭英国驱逐舰亚列号击沉。当天晚些时候，亚列号的瞭望手发现了一艘潜艇的司令塔，继而向所见方位投掷了一枚深水炸弹，但没有爆炸。驱逐舰随后投下防水雷器，在大约30英尺（9.1）的深度引爆后，船员们观察到油渍和气泡浮出水面，遂确认潜艇沉没。但有研究指出，这次袭击很可能是针对UB-29号。另一种说法是，UC-19号或于12月13日之前在奥尔德堡对开的北海海域（52°08′N 01°47′E / 52.133°N 1.783°E）遭另一艘英国驱逐舰长脚秧鸡号投掷的深水炸弹击沉，艇内25名官兵全数阵亡。

## 袭击历史摘要
| 日期           | 船名            | 船籍         | 吨位 | 结局 |
| -------------- | --------------- | ------------ | ---- | ---- |
| 1916年11月24日 | 多恩号          | 英國皇家海軍 | 275  | 击沉 |
| 1916年12月1日  | 勒内·蒙特利欧号 | 法國         | 234  | 击沉 |
| 1917年1月9日   | 费内博号        | 瑞典         | 1440 | 击沉 |
| 1917年1月11日  | 奥勒·布尔号     | 挪威         | 1835 | 击沉 |

## 脚注
1. 1 2 3  Helgason, Guðmundur. . German and Austrian U-boats of World War I - Kaiserliche Marine - Uboat.net.   [2009-02-22].
2. ↑  Tarrant，第173頁.
3. 1 2 3  Gröner 1991，第31-32頁.
4. 1 2  Helgason, Guðmundur. . German and Austrian U-boats of World War I - Kaiserliche Marine - Uboat.net.   [2015-02-10].
5. ↑  陈进，第48頁.
6. ↑  陈进，第46頁.
7. ↑  Herzog，第139頁.
8. 1 2  Helgason, Guðmundur. . German and Austrian U-boats of World War I - Kaiserliche Marine - Uboat.net.   [2015-02-10].
9. ↑  Helgason, Guðmundur. . German and Austrian U-boats of World War I - Kaiserliche Marine - Uboat.net.   [2022-08-03].
10. ↑  Helgason, Guðmundur. . German and Austrian U-boats of World War I - Kaiserliche Marine - Uboat.net.   [2022-08-03].
11. ↑  NARS，第63頁.
12. ↑  McCartney，第20頁.